# 台村町
台村町（だいむらちょう）は、神奈川県横浜市緑区の地名。「丁目」の設定のない単独町名である。住居表示未実施区域。JR横浜線・横浜市営地下鉄グリーンライン中山駅の南口西方向の商業地区を有し、中山駅南口地区第一種市街地再開発事業において一部区画が対象となっている。

## 概要
町外北部の恩田川より南部方向に連続する河岸段丘となっている。北部には中山駅南口の商店街が広がり、この商店街を南に抜けるとすぐに神奈川県道109号青砥上星川線がある。これより南部に向かうにつれて標高が上昇し続けており、南端の神奈川大学附属中・高等学校でもこの傾向が見られる。

### 字名
| - 往還下 - 中村 - 大谷 | - 中ノ谷 - 信濃谷 |

### 地価
住宅地の地価は、2024年（令和6年）7月1日の神奈川県地価調査によれば、台村町字中村423番5の地点で25万円/m²となっている。

## 歴史

### 地名の由来
かつての村名、都筑郡台村より。村の西南部が台地になっていて、民家がすべてこの台地上にあったことから「台村」と呼ばれるようになったという。

### 沿革
かつて横浜市編入前この場所は、都筑郡新治村大字台であった。
- 1939年（昭和14年）4月1日 - 横浜市に編入。横浜市港北区台村町となる[8]。
- 1969年（昭和44年）10月1日 - 行政区再編成により、緑区を新設。横浜市緑区台村町となる[9]。
- 1977年（昭和52年）2月28日 - 台村町の一部を旭区上白根町へ編入[10]。
- 1983年（昭和58年）5月15日 - 土地区画整理事業に伴い、台村町の一部を中山町へ編入[11]。
- 1994年（平成6年）11月6日 - 行政区再編成により、緑区を再設置。横浜市緑区台村町となる[12]。
- 1998年（平成10年）2月16日 - 住居表示の実施に伴い、台村町の一部を森の台へ編入[13]。

## 世帯数と人口
2025年（令和7年）3月31日現在（横浜市発表）の世帯数と人口は以下の通りである。
| 町丁   | 世帯数    | 人口    |
| ------ | --------- | ------- |
| 台村町 | 2,351世帯 | 4,568人 |

### 人口の変遷
国勢調査による人口の推移。
| 年                 | 人口  |
| ------------------ | ----- |
| 1995年（平成7年）  | 3,677 |
| 2000年（平成12年） | 3,598 |
| 2005年（平成17年） | 3,875 |
| 2010年（平成22年） | 4,201 |
| 2015年（平成27年） | 4,294 |
| 2020年（令和2年）  | 4,519 |

### 世帯数の変遷
国勢調査による世帯数の推移。
| 年                 | 世帯数 |
| ------------------ | ------ |
| 1995年（平成7年）  | 1,443  |
| 2000年（平成12年） | 1,522  |
| 2005年（平成17年） | 1,673  |
| 2010年（平成22年） | 1,887  |
| 2015年（平成27年） | 1,927  |
| 2020年（令和2年）  | 2,123  |

## 学区
市立小・中学校に通う場合、学区は以下の通りとなる（2024年11月時点）。
| 番・番地等 | 小学校               | 中学校             |
| ---------- | -------------------- | ------------------ |
| 全域       | 横浜市立森の台小学校 | 横浜市立中山中学校 |

## 事業所
2021年（令和3年）現在の経済センサス調査による事業所数と従業員数は以下の通りである。
| 町丁   | 事業所数  | 従業員数 |
| ------ | --------- | -------- |
| 台村町 | 172事業所 | 1,837人  |

### 事業者数の変遷
経済センサスによる事業所数の推移。
| 年                 | 事業者数 |
| ------------------ | -------- |
| 2016年（平成28年） | 201      |
| 2021年（令和3年）  | 172      |

### 従業員数の変遷
経済センサスによる従業員数の推移。
| 年                 | 従業員数 |
| ------------------ | -------- |
| 2016年（平成28年） | 1,764    |
| 2021年（令和3年）  | 1,837    |

## 施設
- 神奈川大学附属中・高等学校
- 弘聖寺
- 三井住友銀行 中山支店
- 横浜信用金庫 中山支店
- 横浜台村郵便局[23]
- ラーメン二郎 中山駅前店

## その他

### 日本郵便
- 郵便番号 : 226-0014[3]（集配局：緑郵便局[24]）

### 警察
町内の警察の管轄区域は以下の通りである。
| 番・番地等 | 警察署   | 交番・駐在所 |
| ---------- | -------- | ------------ |
| 全域       | 緑警察署 | 中山駅前交番 |